# Gojslav II.
Gojslav II. († o. 1060.), hrvatski kraljević i dezignirani suvladar starijeg brata kralja Petra Krešimira IV. († 1074.). Bio je mlađi sin kralja Stjepana I. (1030. – 1058.) iz dinastije Trpimirović.
Nakon smrti kralja Stjepana I., 1058. godine, oba su brata trebala naslijediti očevo prijestolje, međutim, čini se da je Petar Krešimir IV. odlučio uskratiti bratu pravo na krunu te ga je ubio. Poznato je iz Korčulanskog kodeksa da je papa Nikola II. uputio u Kraljevstvo Hrvatske i Dalmacije kardinala Majnarda kako bi istražio upletenost Petra Krešimira u bratovu smrt. Kralj je, zajedno sa županima, prisegnuo da je nevin od optužbi, čime je taj spor bio okončan.
Budući da je posljednji Trpimirović, Stjepan II. bio sinovac kralja Petra Krešimira IV., pretpostavlja se da je upravo Gojslav II. bio njegov otac.